# هیدرومن
هیدرومن (انگلیسی: Hydro-Man) یک شخصیت تخیلی و ابرتبه‌کارانه در کتاب‌های کامیک می‌باشد. این شخصیت به دست جان رومیتا خلق شده و در فیلم مرد عنکبوتی: دور از خانه به عنوان یک توهم که توسط میستریو ساخته شده بود حضور داشت.